# Bill Moseley
Bill Moseley est un acteur et producteur associé américain né le 11 novembre 1951 à Barrington, dans l'Illinois, aux (États-Unis).

## Biographie
Bill Moseley est connu pour le rôle de Chop Top dans Massacre à la tronçonneuse 2, et pour celui de Otis B. Driftwood dans La Maison des mille morts, The Devil's Rejects et 3 from Hell, sortis respectivement en 2003, 2005 et 2019 (ces trois précédents films étant écrits et réalisés par Rob Zombie).
En 2016 il fonde le projet musical Bill & Phil avec le chanteur de Pantera Phil Anselmo.

## Filmographie

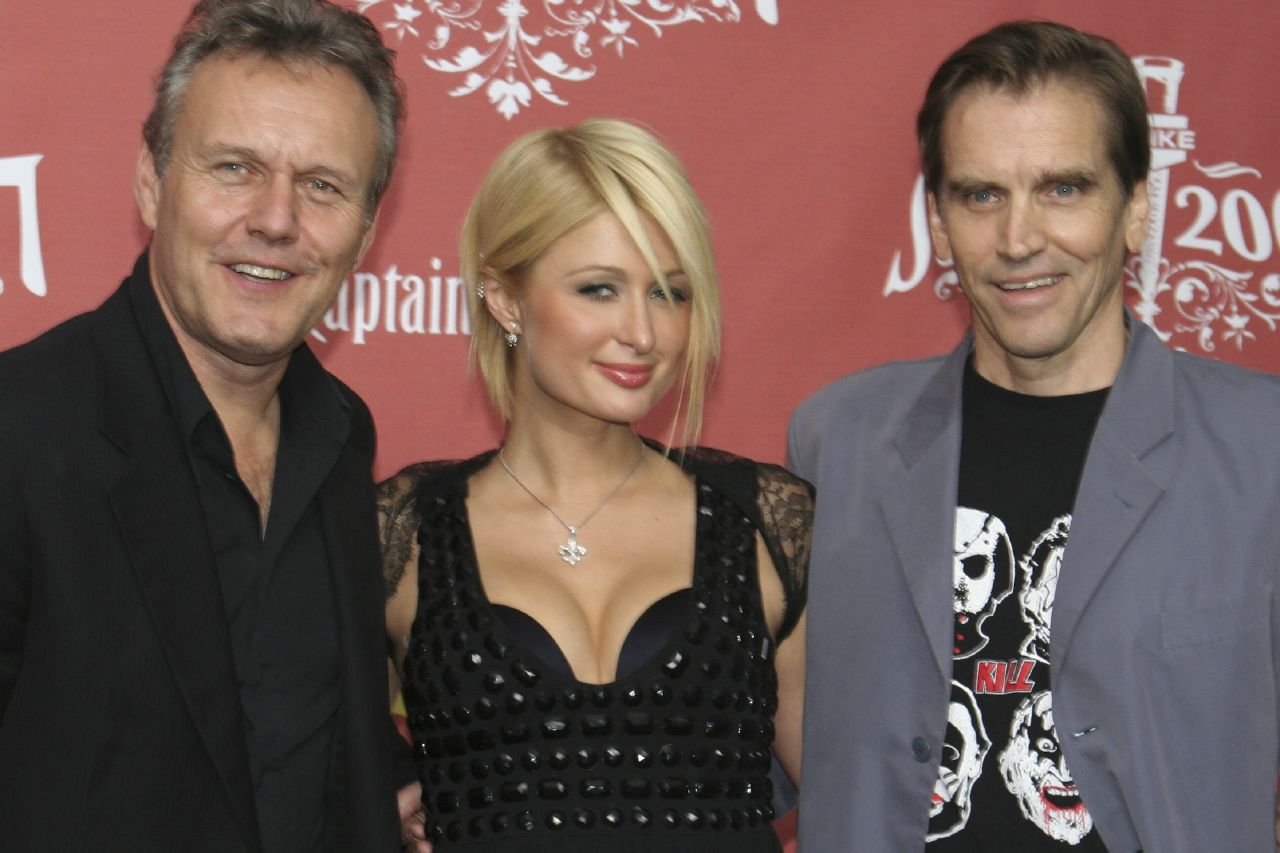
Anthony Stewart Head, Paris Hilton et Bill Moseley au Scream Awards de 2007.

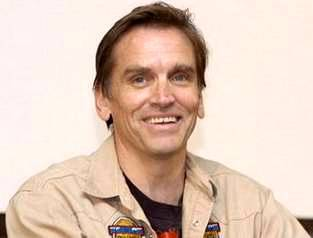
Bill Moseley à Monster Mania 5 le 9 janvier 2006.

### Acteur

#### Cinéma
- 1982 : Espèce en voie de disparition (Endangered Species) de Alan Rudolph : le chauffeur de taxi
- 1986 : Massacre à la tronçonneuse 2 (The Texas Chainsaw Massacre 2) de Tobe Hooper: Chop Top
- 1986 : Osa de Oleg Egorov : Quilt Face
- 1987 : Nightmare Angel (court métrage) de Zoe Beloff et Susan Emerling : Dr William de Freis
- 1988 : Le Blob (The Blob) de Chuck Russell: Soldier #2
- 1988 : Mamba de Mario Orfini : Frank
- 1989 : Pink Cadillac de Buddy Van Horn : Darrell
- 1989 : Douce nuit, sanglante nuit : coma dépassé (Silent Night, Deadly Night 3: Better Watch Out!) de Monte Hellman : Richard 'Ricky' Caldwell
- 1990 : Le Premier Pouvoir (The First Power) de Robert Resnikoff : Bartender
- 1990 : Synthoïd 2030 (en) (Crash and Burn) de Charles Band : Quinn
- 1990 : The End of Innocence (en) de Dyan Cannon : Man on the Hill
- 1990 : La Nuit des morts-vivants (Night of the Living Dead) de Tom Savini : Johnnie
- 1991 : Croc-Blanc (White Fang) de Randal Kleiser : Luke
- 1992 : Inside Out II (segment "I've Got A Crush On You") de John Wentworth : Dave
- 1992 : Chérie, j'ai agrandi le bébé (Honey I Blew Up the Kid) de Randal Kleiser : Marshall fédéral
- 1992 : Evil Dead 3 (Army of Darkness) de Sam Raimi : Deadite Captain
- 1993 : Mr. Jones de Mike Figgis : Worker
- 1995 : Prehysteria! 3 (en) de David DeCoteau : Director
- 1995 : Evil Ed (en) de Anders Jacobsson : Special voice appearance (voix)
- 2000 : Le Couvent (The Convent) de Mike Mendez : Officer Ray
- 2002 : Essence of Echoes de Dustin Rikert : Dr. Hilcott
- 2003 : La Maison des mille morts (House of 1000 Corpses) de Rob Zombie : Otis B. Driftwood
- 2003 : Vicious de Matt Green : Walace
- 2005 : The Devil's Rejects de Rob Zombie : Otis B. Driftwood
- 2006 : Evil Bong de Charles Band : Bong World Patron
- 2006 : Fallen Angels de Jeff Thomas : Westin
- 2006 : Thr3e de Robby Henson : Slater
- 2006 : A Dead Calling de Michael Feifer : Chief Murken
- 2007 : Grindhouse (Werewolf Women of the SS) de Rob Zombie : Dr. Heinrich von Strasser
- 2007 : Home Sick (en) de Adam Wingard : Mr. Suitcase
- 2007 : Halloween de Rob Zombie : Zach 'Z-Man' Garrett
- 2008 : A Perfect Place (en) (court métrage) de Derrick Scocchera : Eddie
- 2008 : Babysitter Wanted de Jonas Barnes et Michael Manasseri : Chief Dinneli
- 2008 : Repo! The Genetic Opera de Darren Lynn Bousman : Luigi Largo
- 2008 : Alone in the Dark 2 de Michael Roesch et Peter Scheerer : Dexter
- 2008 : The Alphabet Killer de Rob Schmidt : Carl Tanner
- 2008 : House (en) de Robby Henson : Stewart
- 2009 : The Devil's Tomb de Jason Connery : Professeur Duncan
- 2009 : The Haunted World of El Superbeasto de Rob Zombie et Mr. Lawrence : Otis Driftwood (voix)
- 2009 : Blood Night: The Legend of Mary Hatchet de Frank Sabatella : Graveyard Gus
- 2009 : Dead Air (en) de Corbin Bernsen : Logan
- 2009 : The Graves de Brian Pulido : Caleb 'Cookie' Atwood
- 2010 : 2001 Maniacs: Field of Screams (en) de Tim Sullivan : le maire George W. Buckman
- 2010 : Godkiller: Walk Among Us de Matt Pizzolo : Dr. West (voix)
- 2010 : Anderson's Cross (en) de Jerome Elston Scott : Mr. Daniels
- 2010 : The Tortured de Robert Lieberman : John Kozlowski
- 2011 : Spider Mountain: No Way Down de Frank Ippolito et Ezekiel Zabrowski : Ranger Bill
- 2011 : Night of the Little Dead (court métrage) de Frank Ippolito et Ezekiel Zabrowski : Kickstand
- 2011 : Exit Humanity de John Geddes : Général Williams
- 2012 : Rogue River de Jourdan McClure : Jon
- 2012 : Eldorado (en) de Richard Driscoll : Lemmas
- 2012 : The Devil's Carnival de Darren Lynn Bousman : The Magacian
- 2012 : The Infliction de Matthan Harris : Mr. O'Hara
- 2012 : Dead Souls de Colin Theys : Shérif Depford
- 2013 : Texas Chainsaw 3D de John Luessenhop : Drayton Sawyer
- 2013 : House of the Witchdoctor de Devon Mikolas : Peter Van Hooten
- 2014 :  Disciples de Joe Hollow : Dread
- 2014 : Charlie's Farm de Chris Sun : John Wilson
- 2015 : Old 37 d'Alan Smithee : Darryl
- 2015 : Almost Mercy de Tom DeNucci : Pastor Johnson
- 2015 : Silently Within Your Shadow (court métrage) de Scott Lyus : Hugo (voix)
- 2015 : Night of the Living Dead: Darkest Dawn (en) de Zebediah De Soto et Krisztian Majdik : Johnny (voix)
- 2015 : The Art of Villainy (court métrage) de Ryan James : M?ster Nobody
- 2015 : Twiztid: FTS (court métrage) de Roy Knyrim : The Promoter
- 2015 : The Devil Dogs of Kilo Company de Bobby Easley : Capt. Morrison
- 2016 : Dark Roads 79 de Chase Smith : Joseph Willams
- 2016 : Smothered (en) de John Schneider : Soggy Christian
- 2016 : Alleluia! The Devil's Carnival (en) de Darren Lynn Bousman : The Magician
- 2016 : The Horde de Jared Cohn : Jacob Sutter
- 2016 : Arlo: The Burping Pig de Tom DeNucci : Ernie Dorko
- 2016 : Carrie Pilby de Susan Johnson : Cy
- 2016 : Alcoholist de Lucas Pavetto : Grey Speckled Man
- 2016 : The Possession Experiment de Scott B. Hansen : Father Mark Campbell
- 2019 : 3 from Hell de Rob Zombie : Otis B. Driftwood

#### Télévision

##### Séries télévisées
- 1989 : Freddy, le cauchemar de vos nuits (Freddy's Nightmares, a Nightmare on Elm Street: The Series) : Buzz (saison 1, épisode 14)
- 1989 : L'Enfer du devoir (Tour of Duty) : ? (saison 2, épisode 9)
- 1991 : Le Père Dowling (Father Dowling Mysteries) : Kane / Larry Webster (saison 3, épisode 16)
- 1995 : Fallen Angels : Customer #1 (saison 2, épisode 3)
- 1996 : Les Enquêtes extraordinaires (Unsolved Mysteries) : David Young (saison 9, épisode 9)
- 2000 : Les Associées (The Huntress) : ? (saison 1, épisode 8)
- 2003 : The Practice : Bobby Donnell et Associés : Jake Spooner (saison 8, épisode 9)
- 2003 et 2005 : La Caravane de l'étrange (Carnivàle) : Possum (8 épisodes)
- 2004 : Urgences (ER) : Charlie (saison 10, épisode 16 : Savoir pardonner)
- 2007 : Des jours et des vies (Days of our Lives) : Joël (8 épisodes)
- 2012-2013 : Holliston : Crazy Max (5 épisodes)
- 2014 : Z Nation : Général McCandles (saison 1, épisode 4 : Full métal zombie)
- 2014 : Les Tortues Ninja (Teenage Mutant Ninja Turtles) : Bernie (saison 3, épisode 5), (voix)
- 2015 : Hell Hunters : Hazard (1 épisode)
- 2015 : My Neighborhood : Capitaine Jim Whistlethorn (saison 1, épisode 1)

##### Téléfilms
- 1994 : Le Corps du délit (Blood Run) de Boaz Davidson : Hank
- 2002 : Au cœur des flammes (Point of Origin) de Newton Thomas Sigel : Task Force Officer
- 2002 : En direct de Bagdad (Live from Baghdad) de Mick Jackson : Rex

### Producteur
- 2009 : Blood Night: The Legend of Mary Hatchet de Frank Sabatella
- 2012 : Rogue River de Jourdan McClure
- 2015 : The Art of Villainy (court métrage) de Ryan James
- 2016 : American Exorcist (en) de Tony Trov et Johnny Zito

### Scénariste
- 2011 : Spider Mountain: No Way Down de Frank Ippolito et Ezekiel Zabrowski

## Discographie
- 2017 : Bill & Phil - Songs of Darkness and Despair

## Jeux vidéo
- 1994 : Songs of Darkness and Despair : Captain (voix)
- 2024 : The Texas Chain Saw Massacre : Bones (voix, visage et capture de mouvements)